# Stadion Sillamäe Kalevi
Stadion Sillamäe Kalevi (est. Sillamäe Kalevi staadion) je višenamjenski stadion u Sillamäe, Estonija. On se trenutačno koristi uglavnom za nogometne utakmice i dom je nogometnog kluba JK Sillamäe Kalev. Stadion ima kapacitet od 2.000 mjesta.